# 110 mètres haies aux Jeux olympiques d'été de 1948
Navigation
Berlin 1936 Helsinki 1952
L'épreuve du 110 mètres haies aux Jeux olympiques de 1948 s'est déroulée les 3 et 4 août 1948 au Stade de Wembley de Londres, au Royaume-Uni.  En l'absence de Harrison Dillard qui a échoué aux sélections américaines, elle est remportée par l'Américain Bill Porter avec un nouveau record olympique.

## Résultats

### Finale
| Rang               | Athlète         | Pays       | Temps  | Notes |
| ------------------ | --------------- | ---------- | ------ | ----- |
| Médaille d'or      | William Porter  | États-Unis | 13 s 9 | OR    |
| Médaille d'argent  | Clyde Scott     | États-Unis | 14 s 1 |       |
| Médaille de bronze | Craig Dixon     | États-Unis | 14 s 1 |       |
| 4                  | Alberto Triulzi | Argentine  | 14 s 6 |       |
| 5                  | Peter Gardner   | Australie  | 14 s 7 |       |
| 6                  | Håkan Lidman    | Suède      | 14 s 8 |       |

## Légende
Records et Performances
- AR : Record continental (area record)
- CR : Record des championnats (championship record)
- MR : Record du meeting (meet record)
- NR : Record national (national record)
- OR : Record olympique (olympic record)
- PR : Record paralympique (paralympic record)
- PB : Record personnel (personal best)
- SB : Meilleure performance personnelle de la saison (season's best)
- WL : Meilleure performance mondiale de l'année (world leader)
- WJR : Record du monde junior (world junior record)
- WR : Record du monde (world record)

Circonstances et Conditions
- DNF : N'a pas terminé (did not finish)
- DNS : N'a pas pris le départ (did not start)
- DQ : Disqualification (disqualification)
- NM : Aucun essai valable enregistré (No Mark)
- Q : Qualifié « directement » au prochain tour (ou à la prochaine compétition), lors d'une compétition majeure, grâce au classement ou à la réalisation des minima (automatic qualifier)
- q : Qualifié au prochain tour (ou à la prochaine compétition), lors d'une compétition majeure, grâce au repêchage ou à la réalisation de l'une des meilleures performances parmi celles des « non qualifiés directement » (grâce au meilleur temps ou à la meilleure distance par exemple) (secondary qualifier)